# La Belle Étoile (Einkaufszentrum)

Logo des Cactus-Supermarkts über dem Eingang

Die La Belle Étoile

La Belle Étoile ist ein Einkaufszentrum rund 6 km westlich des Zentrums der Stadt Luxemburg an der in Richtung Arlon verlaufenden Nationalstraße 6. Der größere westliche Teil liegt auf dem Gebiet der Gemeinde Bartringen, der kleinere östliche auf dem der Gemeinde Strassen. Die Grenze zwischen beiden Gemeinden verläuft mitten durch den Komplex hindurch. Eröffnet wurde es am 3. Juli 1974.

## Allgemeines
La Belle Étoile ist in Besitz der Supermarktkette Cactus und beheimatet 105 Läden. Die Geschäftsfläche erstreckt sich auf zwei Stockwerke. In Luxemburg ist dies das größte Einkaufszentrum und der drittgrößte private Arbeitgeber. Es stehen 3000 Parkplätze zur Verfügung.
Der größte Umbau wurde im Mai 2013 abgeschlossen. Dabei wurde das Einkaufszentrum auf insgesamt 105 Läden erweitert. Die Fläche stieg von 30.000 m² auf 39.000 m². Knapp ein Jahr später, ab Januar 2014 begannen wieder Erweiterungsarbeiten. Neben der Modernisierung der Galerie wurde beim Haupteingang ein zweistöckiger Vorbau à 400 m² eröffnet. Die investierte Summe für die Erweiterung 2013 betrug 50 Mio. Euro. 350 neue Arbeitsplätze sollen dadurch geschaffen werden.

## Läden
Zu den im La Belle Étoile vertretenen Unternehmen gehören unter anderem:
- Benetton
- C&A
- Cactus
- Esprit
- Habitat
- Hunkemöller
- K Kiosk
- McDonald’s
- Mexx
- Orange
- Post Shop
- Tango
- Villeroy & Boch